# El chacotero sentimental (película)
El chacotero sentimental es una película chilena dirigida por Cristián Galaz, dividida en tres historias que presentan una radiografía de la sociedad de dicho país.

## Trama
La película, que se estrenó en Chile el 28 de octubre de 1999, se basa en el programa radial El chacotero sentimental. La trama recorre un día cualquiera de la emisión de dicho programa, donde el Rumpy (Roberto Artiagoitía), su locutor, recibe tres llamados telefónicos, en los cuales dos hombres y una mujer cuentan sus historias, pasando por risas y llanto, pero siempre recibiendo los sabios consejos del Rumpy, más conocido como "el chacotero sentimental" en persona, y una canción para amenizar la situación, la cual siempre es presentada por la popular frase: "te vamo' a ponerte un tema". Dichas historias componen la trama de la película, siendo la primera y la tercera de corte comedia, y la segunda más bien dramática.
Es uno de los programas por aclamación popular, más escuchados en Chile, el tipo lenguaje coloquial, con que "El rumpi" envía al aire la señal, permite que la gallada chilena, entienda todos los detalles, con los cuales, los auditores que llaman por teléfono al programa, cuenten sus lujuriosas historia.

### Patas negras
La primera historia, Patas negras (comedia), trata de un joven sureño (Daniel Muñoz) estudiante de publicidad, que por estos motivos vive solo en Santiago. En el barrio donde reside la gente es muy afectuosa, sobre todo la vecina de al frente, una joven divertida y sensual (Lorene Prieto), pero que está casada. Esto no es impedimento para que ambos mantengan en secreto una fogosa relación (de ahí el nombre de la historia). Todo se complica cuando este joven viaja al sur a una reunión familiar. Con pocas ganas sigue las órdenes de su padre quien lo manda al terminal del buses a buscar a su tía Lastenia, que viene de visita junto a su hijo y la esposa de este. La verdadera situación de comedia se produce cuando confirma que las coincidencias existen, y descubre que quien fuera su amante en la capital, era a la vez la esposa de su primo, situación que a ella parecía no importarle y al contrario parecía disfrutar. Todo el enredo es descubierto por "el pulga", hermano chico del estudiante de publicidad, quien con su picardía de niño, revela el amorío oculto en el almuerzo donde estaba toda la familia reunida. Ya sea por incrédulos o por "hacerse los tontos", la única reacción que tuvo la noticia entregada por "el pulga", fue la carcajada de todos y cada uno de los integrantes de la familia, incluyendo los involucrados. Al final, el joven estudiante de publicidad, termina diciendo que no ha pasado nada.

### Secretos
La segunda, Secretos (tragedia), es la más impactante de la película. Cuenta la vida de una familia de clase media (madre, padre y dos hijas), muy típica con un anterior buen pasar, en la que se nota un ambiente oscuro, un pasado con secretos, el que implica mucho resentimiento y dolor guardado por parte de la hija menor (Ximena Rivas), quien es la que llama al Rumpy para contarle su historia. Ella es estudiante de arquitectura, y el conflicto detona a partir de las constantes "maldades" que hacen sus dos pequeños sobrinos. Su hermana mayor (Patricia Rivadeneira) nunca les dice nada ni castiga, como si sintiera algún tipo de culpa por haber sido madre soltera. En la actualidad estas dos hermanas solo viven con su padre (Mateo Iribarren), ya que su madre (Claudia Celedón) se suicidó cuando ellas todavía no salían de su adolescencia. Todo la historia se desarrolla haciendo un paralelo entre acontecimientos actuales y del pasado. De estos últimos se extraen las explicaciones necesarias para entender el presente de esta familia.
Finalmente la hija menor descubre la incestuosa relación que había entre su hermana mayor y su padre, de la cual nacieron sus dos sobrinos. También las escenas cuentan cómo la madre de estas dos niñas se quita la vida al enterarse del segundo embarazo de su hija mayor, ya que a través de éste descubre la relación amorosa que existía entre su hija mayor y su esposo, y no pudo soportar la vergüenza y el asco. El llamado telefónico de la hija menor, que siempre fue testigo pasivo de lo que ocurría en su familia (ya que se escondía en un armario por donde vigilaba a través de un agujero pequeño, pero esto es más bien un caché cinematográfico), termina súbitamente luego de un desesperado llanto, dejando un final abierto para esta historia.

### Todo es cancha
La tercera, Todo es cancha (tragicomedia), trata de un matrimonio joven (Tamara Acosta y Pablo Macaya) con tres hijos, que tiene problemas económicos y debido a eso deben vivir de allegados en el hogar de sus padres, el cual es un estrecho departamento ubicado en una población marginal. Comienzan a tener problemas sexuales ya que les es imposible mantener una relación placentera y normal en el tipo de condiciones "inmobiliarias" que se encuentran. La búsqueda de una solución para estos problemas genera una serie de situaciones tragicómicas, como por ejemplo tratar de tener relaciones sexuales en la playa o en un auto, donde finalmente terminan. 
El nombre de esta historia surge de popular frase del fútbol callejero (ambos son encontrados en medio de una cancha de tierra) y hace alusión a que finalmente cualquier lugar es bueno para "esas" actividades, siempre y cuando se tengan las ganas (y que ojalá sea verano, para no morir de frío depende del lugar que se elija).

## Secuela
La secuela de esta película fue llamada Radio Corazón: una película dirigida al país, también conocida como El chacotero sentimental II, que básicamente tiene el mismo formato que la anterior, es decir, cuenta tres historias. Esta vez la dirección estuvo a cargo del propio Rumpy.

## Elenco
| Segmento         | Actores              | Personaje               |
| ---------------- | -------------------- | ----------------------- |
|                  | Roberto Artiagoitía  | Rumpy                   |
| "Patas negras"   | Daniel Muñoz         | Juan                    |
| "Patas negras"   | Lorene Prieto        | Claudia                 |
| "Patas negras"   | Sergio Schmied       | Lalo                    |
| "Patas negras"   | Fernando Farías      | Padre de Juan           |
| "Patas negras"   | Martín Salinas       | Pulga                   |
| "Patas negras"   | Myriam Palacios      | Tía Lastenia            |
| "Patas negras"   | Fernando Gallardo    | Propietario del quiosco |
| "Patas negras"   | Pedro Vicuña         | Cartero                 |
| "Patas negras"   | Clara María Escobar  | Madre de Juan           |
| "Secretos"       | Ximena Rivas         | Carmen                  |
| "Secretos"       | Mateo Iribarren      | Padre de Carmen         |
| "Secretos"       | Claudia Celedón      | Madre de Carmen         |
| "Secretos"       | Patricia Rivadeneira | Alicia                  |
| "Secretos"       | Camila Rojas         | Carmen joven            |
| "Secretos"       | Emiliana Araya       | Alicia joven            |
| "Todo es cancha" | Pablo Macaya         | Johnny                  |
| "Todo es cancha" | Tamara Acosta        | Mia                     |
| "Todo es cancha" | Patricio Bunster     | Don Octavio             |
| "Todo es cancha" | Mireya Véliz         | Tota                    |
| "Todo es cancha" | Marcela Espinoza     | Marlene                 |
| "Todo es cancha" | Alejandro Trejo      | Richard                 |
| "Todo es cancha" | Héctor Aguilar       | Tigre                   |
| "Todo es cancha" | Hugo Medina          | Loro                    |
| "Todo es cancha" | Anita Reeves         | Madre de Johnny         |
| "Todo es cancha" | Patricio del Canto   | Eric                    |
| "Todo es cancha" | Felipe Vera          | Pipe                    |
| "Todo es cancha" | Ely Sanders          | Señora de Richard       |